# Théâtre du Point-Virgule
Structuré autour d'une ancienne menuiserie, le Point-Virgule est une salle de spectacles située au cœur du Marais, au 7 de la rue Sainte-Croix-de-la-Bretonnerie dans le 4e arrondissement de Paris. Spécialisée dans l’humour et le spectacle solo, elle a servi de première scène à de nombreux humoristes connus.

## Historique
La salle de spectacles « La Veuve Pichard » est créée en 1975 sous l’impulsion des jeunes comédiens Martin Lamotte, Anémone et Gérard Lanvin. On y donne notamment Le Secret de Zonga de Martin Lamotte, et La Revanche de Louis XI de Roland Giraud.
En avril 1978, un groupe de comédiens, metteurs en scène et auteurs (Michel Bouttier, Sissia Buggy, Pierre Chevallier, Christian Pernot, Bernard Turpin, Christian Varini) reprend cette salle et la rebaptise le Point-Virgule. Au fil des ans, Christian Varini en devient le directeur unique. Après sa disparition le 8 janvier 1993, Marie-Caroline Burnat, qui travaillait avec lui depuis plusieurs années, en devient la directrice. Un certain nombre d'humoristes connus ont fait leurs premiers pas sur cette petite scène, notamment Élie Kakou, Jean-Marie Bigard, Pierre Palmade, Nicole Ferroni ou Florence Foresti.
Avec la volonté de poursuivre la vocation de café-théâtre du Point-Virgule, Jean-Marc Dumontet, directeur de plusieurs salles de spectacles à Paris dont Bobino, le rachète en 2007.
En octobre 2012, le Point-Virgule s'implante sur la rive gauche de Paris avec l'ouverture du Grand Point-Virgule, à Montparnasse (8 bis rue de l'Arrivée). Ces deux nouvelles salles de 430 et 220 places sont installées dans d'anciennes salles de cinéma Gaumont, rue de l'Arrivée.